# When the Lights Go Out (Havana Brown)
When the Lights Go Out è un EP della disc jockey e cantante australiana Havana Brown, pubblicato nel 2012.

## Tracce

### Edizione australiana
1. You'll Be Mine (featuring R3hab) – 4:10
2. Spread a Little Love – 3:52
3. One Way Trip – 3:23
4. Big Banana (featuring R3hab & Prophet) – 3:09
5. Wonderland (La Da Da Da Di) – 3:24

### Edizione internazionale
1. We Run the Night (featuring Pitbull) – 3:48
2. You'll Be Mine – 4:10
3. Spread a Little Love – 3:52
4. One Way Trip – 3:23
5. Big Banana (featuring R3hab & Prophet) – 3:09